# 은하면 (홍성군)
은하면(銀河面)은 대한민국 충청남도 홍성군에 속한 8개 면 중의 하나이다.

## 개요
은하면은 홍성군 소재지에서 12km 서남부 중산간 지대에 위치해 있다. 장척리에 서해안고속도로 광천IC가 개설되어 “기업하기 좋은 홍성”“관광홍성”의 관문으로 급부상하고 있는 지역이다. 은하면 소재 특산물로는 북부는 복수박, 방울토마토, 딸기가 전국적으로 유명하며, 남부에서 재배되는 청정배추 등 각종 시설 채소가 품질이 우수하여 높은 소득을 올리고 있다.

## 법정리
- 금국리
- 대율리
- 대천리
- 대판리
- 덕실리
- 목현리
- 유송리
- 장곡리
- 장척리
- 학산리
- 화봉리

## 공공기관
- 은하초등학교
- 은하초등학교 병설유치원
- 은하면 행정복지센터
- 홍성군 보건소 은하보건지소
- 홍성경찰서 광천지구대 은하치안센터
- 홍성소방서 은하119지역대
- 홍성군예비군 은하면대
- 은하우체국